# Macrodon ancylodon
Macrodon ancylodon és una espècie de peix de la família dels esciènids i de l'ordre dels perciformes.

## Morfologia
- Els mascles poden assolir 45 cm de longitud total.[4][5]

## Alimentació
Menja gambes i peixos.

## Depredadors
Al Brasil és depredat per Cynoscion guatucupa, Pomatomus saltatrix i Carcharhinus porosus, i, a l'Uruguai, per Pontoporia blainvillei.

## Hàbitat
És un peix de clima subtropical i demersal que viu fins als 60 m de fondària.

## Distribució geogràfica
Es troba a l'oceà Atlàntic occidental: des de Veneçuela fins al nord de l'Argentina.

## Ús comercial
És important com a aliment per als humans.

## Observacions
És inofensiu per als humans.